# Liometopum
Liometopum är ett släkte av myror. Liometopum ingår i familjen myror.
Arterna bygger ofta ett näste i en jordhåla, en hålighet i trädet eller under träbitar på marken. Boet fylls med en blandning av sönderdelade blad, jord och saliv. Dessa myror är aggressiva när de känner sig hotade och bettet kan vara smärtsamt för människor. Inom släktet finns arter med kolonier som har en enda drottning och arter med upp till 40 drottningar i kolonin. Vandringsleder från boet kan vara upp till 60 meter långa. Födan utgörs av andra ryggradslösa djur, av kadaver och av söt dagg. Ofta finns mindre bon kring huvudnästet för vilopauser.
Arter enligt Catalogue of Life:
- Liometopum antiquum
- Liometopum apiculatum
- Liometopum goepperti
- Liometopum imhoffi
- Liometopum lindgreeni
- Liometopum luctuosum
- Liometopum masonium
- Liometopum microcephalum
- Liometopum miocenicum
- Liometopum occidentale
- Liometopum oligocenicum
- Liometopum orientale
- Liometopum scudderi
- Liometopum sinense

## Bildgalleri

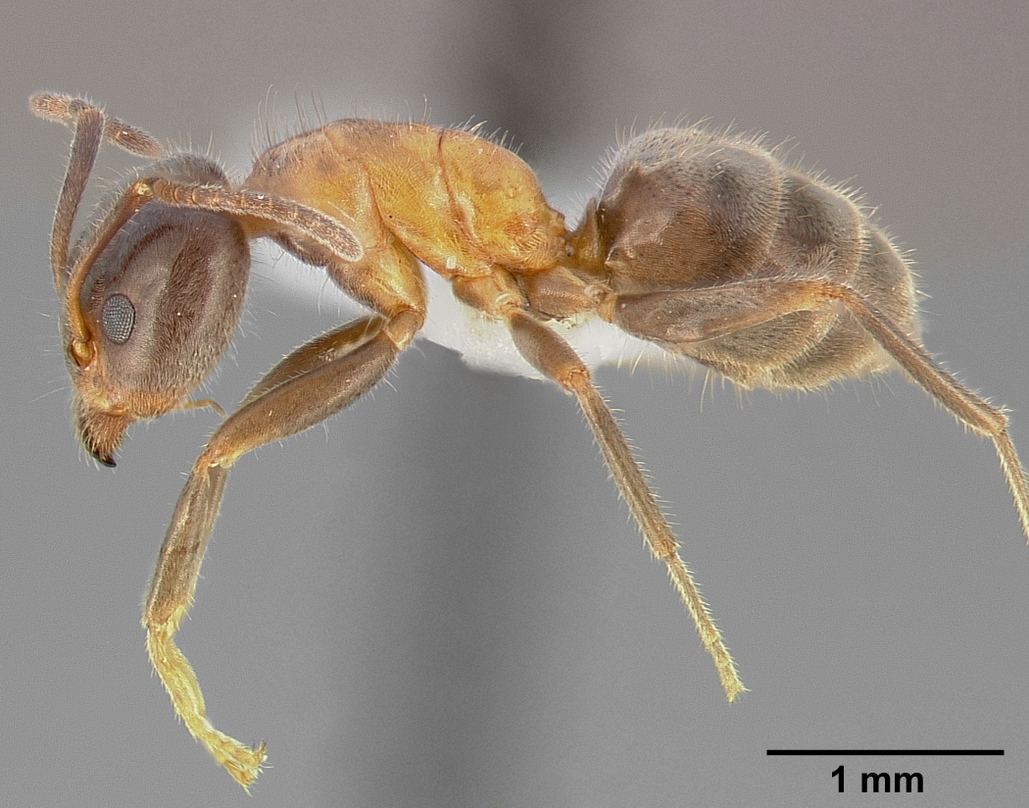
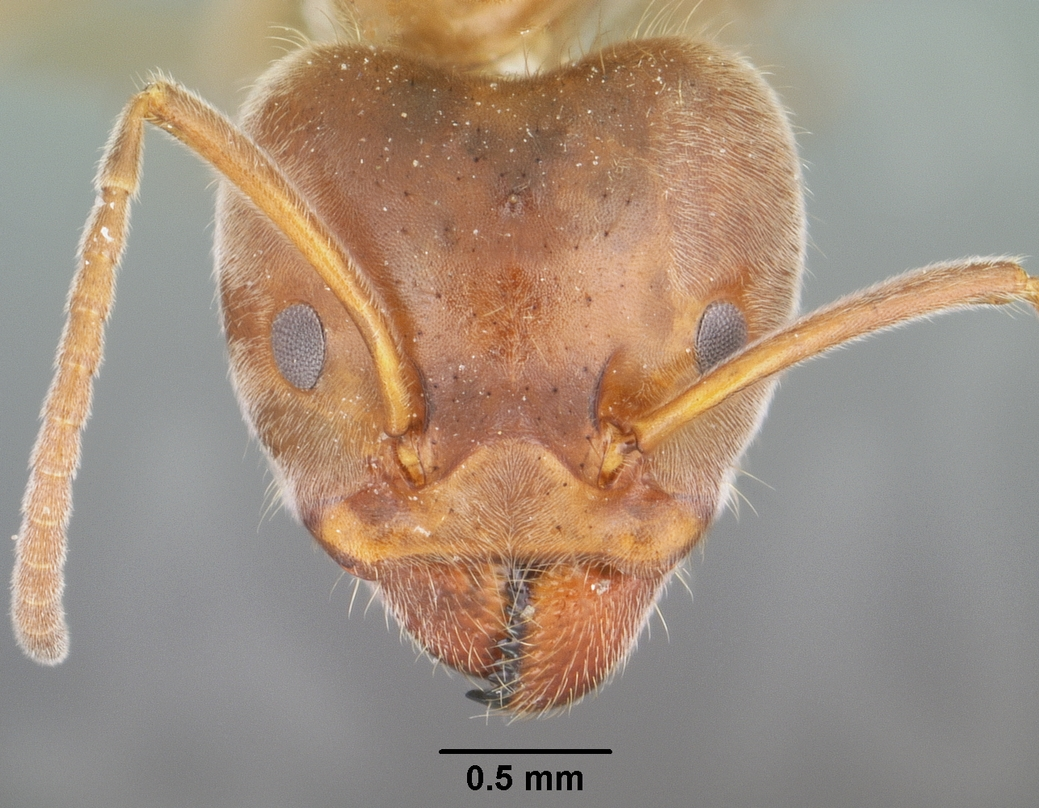
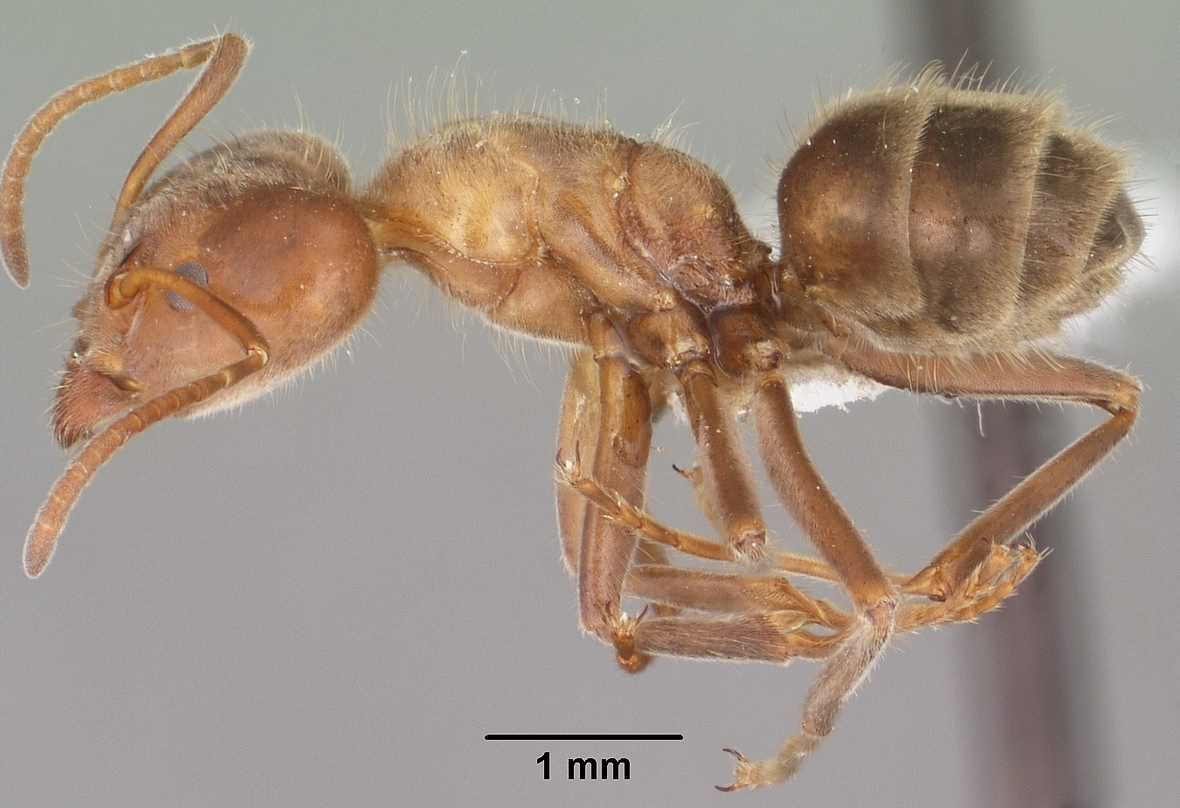
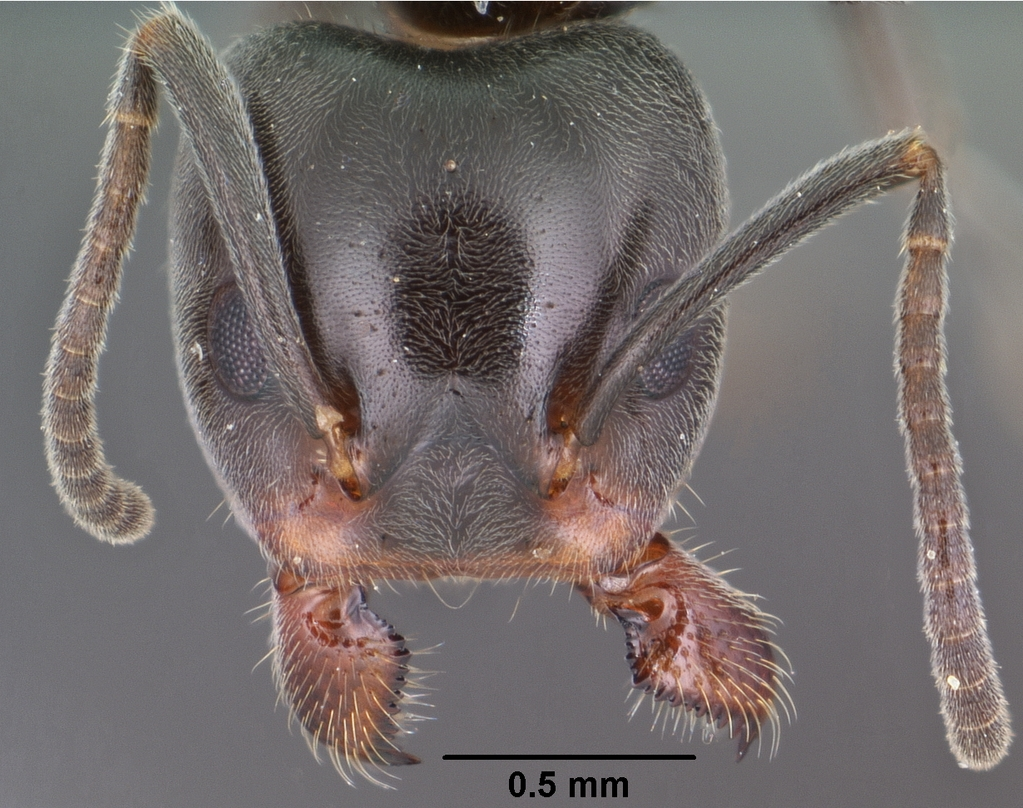